# Boasts and Boldness
Boasts and Boldness è un cortometraggio muto del 1917 diretto da Lawrence Semon (Larry Semon).

## Produzione
Il film fu prodotto dalla Vitagraph Company of America (come Big V Comedies).

## Distribuzione
Distribuito dalla Vitagraph Company of America, il film - un cortometraggio in una bobina - uscì nelle sale cinematografiche statunitensi il 6 agosto 1917.
Non si conoscono copie ancora esistenti della pellicola che viene considerata presumibilmente perduta.